# Mesochorus japonicus
Mesochorus japonicus là một loài tò vò trong họ Ichneumonidae.